# Ihász Aladár (színművész)
Felpéci Ihász Aladár (Kiskunfélegyháza, 1886. június 27. – Nagyvárad, 1960. július 24.) magyar színész, rendező, drámaíró.

## Családja
Szülei felpéci Ihász Aladár költő, ügyvéd, újságíró és Molnár Irén. Öccse Ihász Lajos színész, felesége Dorn Emma, leánya Ihász Klári (sz. Budapest, 1917. március 3.) színésznő, Delly Ferenc színész felesége.

## Élete
1907-ben végezte el a Színművészeti Akadémiát, majd egy évig a Nemzeti Színház ösztöndíjasa volt, 1908-ban szerződött Kolozsvári Nemzeti Színházhoz, melynek 1916-ig tagja volt. Itt lépett fel először Beyerlein Takarodó című drámájában. 1916-ban visszatért Budapestre a Magyar, később a Művész Színház társulatához. 1924–1936 között ismét a kolozsvári színház, 1936–40-ben a Szegedi Nemzeti Színház tagja, ő rendezte a Szegedi Szabadtéri Játékokon a János vitéz első előadását is. 1940-től 1947-ig a Fővárosi Operettszínház rendezője, 1947-ben visszatért Nagyváradra, 1960-ig a Nagyváradi Állami Színház tagja volt. Itt Nagyváradon érte a halál 74 éves korában; 1960. július 24-én.

## Munkássága
Kitűnő epizodista, nagy tehetségű karakterszínész volt, a 20. század elején a Janovics-féle kolozsvári filmgyár egyik vezető színésze. Rendezőként sok ötlettel, kitűnő játékmesteri adottságokkal állította színpadra a középfajú drámákat és operetteket. Számos előadást rendezett a Szegedi Szabadtéri Játékokon, gyerekszíndarabot is írt Árva kislány karácsonya címmel, amelyet a kolozsvári társulat mutatott be 1929-ben. Lánya, Ihász Klári szintén színésznő volt, 1945-től a nagyváradi társulat tagja. 1957-ben megkapta a Román Népköztársaság érdemes művésze címet is.

## Fontosabb színházi szerepei
- Miska (Szirmai A.: Mágnás Miska)
- Mercutio (Shekaspeare: Rómeó és Júlia) Zsiga (Szigligeti Ede: Cigány)
- Arnolphe (Molière: A nők iskolája)
- Trahanache (Caragiale: Az elveszett levél)
- Öreg Nagy (Bródy Sándor: A tanítónő)
- Lichtenberg (Dendrino: Szálljon a dal)
- Szilvai professzor (Szigligeti Ede: Liliomfi)

## Filmszerepei
- Cox és Box (1912, szkeccs)
- Bernáték színházban mennek (1913, szkeccs)
- Sárga csikó (1913) – őrmester
- A tolonc (1914) egy úr a Víg özvegy kávéházban
- A falu rossza (1914)
- A kölcsönkért csecsemők (1914) – Aladár
- Leányfurfang (1915) – Sándor
- Havasi Magdolna (1915) – Szentkalotay gróf
- Gyöngyike hercegnő (1915, szkeccs)
- A peleskei nótárius (1916)
- A Dolovai nábob leánya (1916) – Szentirmay kapitány
- A gyónás szentsége (1916)
- Ártatlan vagyok! (1916) – Paul Rameau hadnagy
- A szobalány (1916)
- Az egymillió fontos bankó (1916)
- Soha, többé… mindörökké! (1916)
- A kétlelkű asszony (1917) – báró Szenttamásy Ferenc
- A császár katonái (1918)
- Tamás úrfi kalandjai (1918)
- Az asszonybosszú (1919)
- Lobogó vér (1919)
- Sundal (1919)
- Drakula halála (1921) – az álorvos segédje
- Színház és Társaság divatrevü filmje (1924, szkeccs)
- Gyanú (1944) – Gábor bácsi, vendég a presszóban
- Az első (1944) – kereskedelmi igazgató